# Gilles Fournel
Pour les articles homonymes, voir Fournel.
Gilles Fournel est un poète français né le 3 novembre 1931 à Redon (Ille-et-Vilaine) et mort le 1er juillet 1981 à Rennes.

## Biographie

### Enfance et formation
Il naît le 3 novembre 1911 à Redon.
En 1949, à l’École Normale de Rennes, Gilles Fournel rencontre Paul Éluard en compagnie d'Angèle Vannier. Cette rencontre le fait intéressé à la poésie contemporaine.

### Carrière
Il publie son premier recueil Au fil des jours en 1953.
Gilles Fournel et Henri de Grandmaison fondent à Dourdain une revue poétique qu’ils intitulèrent Sources – la revue de la jeune poésie.
À partir de 1960, Gilles Fournel devient l'un des organisateurs des Rencontres poétiques du Mont Saint-Michel qu'il anime avec Michel Velmans et André Malartre[réf. nécessaire].
En 1975, Gilles Fournel est nommé Responsable Théâtre, Littérature et Poésie à la Maison de la Culture de Rennes.

### Décès
Il meurt le 1er juillet 1981.

## Publications
- Gilles Fournel, Au fil des jours, P. Seghers, coll. « Collection PS », 1953 (lire en ligne)
- Les barreaux ne sont pas si larges :  poèmes (préf. Michel Manoll), Paragraphes, 1955 (lire en ligne)
- La 99e auberge, Rougerie, 1968 (lire en ligne)
- L'analyse des mots, Rougerie, 1971

### Articles liés
- Liste d'écrivains bretons
- Liste de poètes bretons
- Liste de poètes de langue française
- Serge Fournel
- Boisgervilly
- Montreuil-le-Gast
- Claude Vaillant